# فوكس سبورتس رايسنغ
فوكس سبورتس رايسنغ هي شبكة رياضية موجهة لرياضة السيارات مملوكة لقسم فوكس سبورتس التابع لشركة فوكس. أطلقت الشبكة في 17 أغسطس 2013 كبديل لشبكة السرعة لأسواق أمريكا الشمالية خارج الولايات المتحدة، بما في ذلك كندا ومنطقة البحر الكاريبي.